# ووگوسا
ووگوسا (به لاتین: Vogošća) یک سکونتگاه مسکونی در بوسنی و هرزگوین است.

## خصوصیات
ووگوسا ۷۱٬۷ کیلومترمربع مساحت و ۳۲٬۵۰۰ نفر جمعیت دارد.